# Плезиохронная цифровая иерархия
Плезиохронная цифровая иерархия (ПЦИ, также PDH от англ. Plesiochronous Digital Hierarchy) — цифровой метод передачи данных, основанный на временном разделении канала и технологии представления сигнала с помощью импульсно-кодовой модуляции (рус. ИКМ, англ. PCM).

## Основные принципы
В технологии ПЦИ в качестве входного используется сигнал основного цифрового канала (ОЦК), а на выходе формируется поток данных со скоростями n × 64 кбит/с. К группе ОЦК, несущих полезную нагрузку, добавляются служебные группы бит, необходимые для осуществления процедур синхронизации и фазирования, сигнализации, контроля ошибок (CRC), в результате чего группа приобретает форму цикла.
В начале 80-х годов было разработано 3 таких системы (в Европе, Северной Америке и Японии). Несмотря на одинаковые принципы, в системах использовались различные коэффициенты мультиплексирования на разных уровнях иерархий. Описание стыков этих интерфейсов и уровней мультиплексирования дано в рекомендации G.703. Потока E5 не существует согласно рекомендации G.702 (11/88).
| Уровень цифровой иерархии | Обозначения                | Обозначения                | Обозначения               |
| Уровень цифровой иерархии | Американский стандарт (Tx) | Японский стандарт (DSx) Jx | Европейский стандарт (Ex) |
| ------------------------- | -------------------------- | -------------------------- | ------------------------- |
| 1, первичный              | T1                         | DS1, J1                    | E1                        |
| 2, вторичный              | T2                         | DS2, J2                    | E2                        |
| 3, третичный              | T3                         | DS3, J3                    | E3                        |
| 4, четвертичный           | T4                         | DS4, J4                    | E4                        |
| 5, пятеричный             | не используется            | DS5, J5                    | E5                        |

| Уровень цифровой иерархии | Скорости передачи, соответствующие различным системам цифровой иерархии, кбит/с | Скорости передачи, соответствующие различным системам цифровой иерархии, кбит/с | Скорости передачи, соответствующие различным системам цифровой иерархии, кбит/с |
| Уровень цифровой иерархии | Американский стандарт (Tx)                                                      | Японский стандарт (DSx) Jx                                                      | Европейский стандарт (Ex)                                                       |
| ------------------------- | ------------------------------------------------------------------------------- | ------------------------------------------------------------------------------- | ------------------------------------------------------------------------------- |
| 1, первичный              | 1544                                                                            | 1544                                                                            | 2048                                                                            |
| 2, вторичный              | 6312                                                                            | 6312                                                                            | 8448 (4x2048 + 256)                                                             |
| 3, третичный              | 44736                                                                           | 32064                                                                           | 34368 (4x8448 + 576)                                                            |
| 4, четвертичный           | 274176                                                                          | 97728                                                                           | 139264 (4x34368 + 1792)                                                         |
| 5, пятеричный             | не используется                                                                 | 397200                                                                          | 564992                                                                          |

| Уровень цифровой иерархии | Количество каналов по 64 кбит/с | Количество каналов по 64 кбит/с | Количество каналов по 64 кбит/с |
| Уровень цифровой иерархии | Американский стандарт (Tx)      | Японский стандарт (DSx) Jx      | Европейский стандарт (Ex)       |
| ------------------------- | ------------------------------- | ------------------------------- | ------------------------------- |
| 1, первичный              | 24                              | 24                              | 32                              |
| 2, вторичный              | 96                              | 96                              | 120                             |
| 3, третичный              | 672                             | 480                             | 480                             |
| 4, четвертичный           | 4032                            | 1440                            | 1920                            |
| 5, пятеричный             | не используется                 |                                 |                                 |

В отличие от более поздней СЦИ, для ПЦИ характерно поэтапное мультиплексирование потоков, так как потоки более высокого уровня собираются методом чередования бит. То есть, например, чтобы вставить первичный поток в третичный, необходимо сначала демультиплексировать третичный до вторичных, затем вторичный до первичных, и только после этого будет возможность произвести сборку потоков заново. Если учесть, что при сборке потоков более высокого уровня добавляются дополнительные биты выравнивания скоростей, служебные каналы связи и иная неполезная нагрузка, то процесс терминирования потоков низкого уровня превращается в весьма сложную процедуру, требующую сложных аппаратных решений.
Таким образом, к недостаткам ПЦИ можно отнести: затрудненный ввод-вывод цифровых потоков промежуточных функций, отсутствие средств автоматического сетевого контроля и управления, а также наличие трех различных иерархий. Данные недостатки привели к разработке в США иерархии синхронной оптической сети SONET, а в Европе аналогичной иерархии СЦИ, которые были предложены для использования на автоматических линиях связи. Из-за неудачно выбранной скорости передачи было принято решение отказаться от создания сети SONET и построить на её основе сеть SONET/SDH.

## Структура потока E1 (2048 кбит/с)
Цикл потока Е1 состоит из 32 канальных интервалов, нумеруемых от 0 до 31. Тридцать канальных интервалов (1—15 и 17—31) используются для передачи трафика (например голоса), а два — нулевой и шестнадцатый — для передачи служебной информации, таких как синхронизации и сигнальные сообщения вызовов. Аппаратура уплотнения, объединяющая 30 ОЦК и получающая на выходе первичный цифровой поток E1, называется ИКМ-30.

## G.703
Электрические характеристики стыков цифровых интерфейсов передачи голоса или данных через цифровые каналы типа T1, E1 или DS-1 описываются рекомендацией-стандартом G.703 (ITU-T Recommendation G.703.Physical/Electrical Characteristics of Hierarchical Digital Interfaces. 1972 last amended in 1991).
В качестве физического канала передачи может использоваться симметричная витая пара (Z = 100—120 Ом) или коаксиальный кабель (R = 75 Ом), амплитуда импульса = 1—3 В.

## Синхронизация сетей ПЦИ
Существует несколько уровней синхронизации: тактовая, цикловая и сверхцикловая. Далее речь идет только о тактовой синхронизации.
Генераторы всех элементов сети должны работать на одной частоте с минимальным отклонением (как транспортное, так и оконечное оборудование). Прием и передача кадра осуществляется синхронно (почти синхронно).
Существуют сети, где сигналы синхронизации отличаются от информационных, однако в сетях PDH таких отличий нет. Тактовая частота 2048000 бит/с может быть выделена из полного кадра входящего сигнала ("с линии").
Генератор оконечного оборудования как правило либо имеет отдельный вход (порт) для синхронизации (например от вторичного задающего генератора) либо подстраивает частоту с линии (из информационного потока).
В зависимости реализации платы E1 могут иметь один генератор на все линии E1 либо индивидуальный генератор у каждой линии E1.
В случае небольшой сети ПЦИ , например сети города, синхронизация всех устройств сети из одной точки представляется достаточно простым делом. Однако для более крупных сетей, например, сетей масштаба страны, которые состоят из некоторого количества региональных сетей, синхронизация всех устройств сети представляет собой проблему. Общий подход к решению этой проблемы описан в стандарте ITU-T G.810 (1988, 1996 годы). Он заключается в организации в сети иерархии эталонных источников синхросигналов, а также системы распределения синхросигналов по всем узлам сети.
Каждая крупная сеть должна иметь, по крайней мере, один первичный эталонный генератор (ПЭГ) синхросигналов (англ. Primary Reference Clock, PRC). Это очень точный источник синхросигналов, способный вырабатывать синхросигналы с относительной точностью частоты не хуже 10-11 (такую точность требуют стандарты ITU-T G.811 и ANSI Т1.101, в последнем для описания точности ПЭГ применяется название Stratum 1). На практике в качестве ПЭГ используют либо автономные атомные (водородные или цезиевые) часы, либо часы, синхронизирующиеся от спутниковых систем точного мирового времени, таких как GPS или ГЛОНАСС. Обычно точность ПЭГ достигает 10-13. Стандартным синхросигналом является сигнал тактовой частоты уровня DS1, то есть частоты 2048 кГц для международного варианта стандартов PDH и 1544 кГц для американского варианта этих стандартов. Синхросигналы от ПЭГ непосредственно поступают на специально отведенные для этой цели синхровходы магистральных устройств сети PDH. В том случае, если это составная сеть, то каждая крупная сеть, входящая в состав составной сети (например, региональная сеть, входящая в состав национальной сети), имеет свой ПЭГ. Для синхронизации немагистральных узлов используется вторичный задающий генератор (ВЗГ) синхросигналов, который в варианте ITU-T называют Secondary Reference Clock (SRC), а в варианте ANSI — генератор уровня Stratum 2. ВЗГ работает в режиме принудительной синхронизации, являясь ведомым таймером в паре ПЭГ-ВЗГ. Обычно ВЗГ получает синхросигналы от некоторого ПЭГ через промежуточные магистральные узлы сети, при этом для передачи синхросигналов используются биты служебных байтов кадра, например нулевого байта кадра Е-1 в международном варианте PDH. Точность ВЗГ меньше, чем точность ПЭГ: ITU-T в стандарте G.812 определяет её как «не хуже 10-9», а точность генераторов Stratum 2 должна быть не «хуже 1,6 х 10-8». Иерархия эталонных генераторов может быть продолжена, если это необходимо, при этом точность каждого более низкого уровня естественно понижается. Генераторы нижних уровней, начиная от ВЗГ, могут использовать для выработки своих синхросигналов несколько эталонных генераторов более высокого уровня, но при этом в каждый момент времени один из них должен быть основным, а остальные — резервными; такое построение системы синхронизации обеспечивает её отказоустойчивость. Однако в этом случае нужно приоритизировать сигналы генераторов более высоких уровней. Кроме того, при построении системы синхронизации нужно гарантировать отсутствие петель синхронизации.

## Ограничения технологии ПЦИ
Как американский, так и международный варианты технологии ПЦИ обладают недостатками, основным из которых является сложность и неэффективность операций мультиплексирования и демультиплексирования пользовательских данных. Применение техники бит-стаффинга для выравнивания скоростей потоков приводит к тому, что для извлечения пользовательских данных из объединенного канала необходимо полностью демультиплексировать кадры объединенного канала. Например, чтобы получить данные одного абонентского канала 64 Кбит/с из кадров канала Т-3, требуется произвести демультиплексирование этих кадров до уровня кадров Т-2, затем - до уровня кадров Т-1, а в конце концов демультиплексировать и сами кадры Т-1. Если сеть ПЦИ используется только в качестве транзитной магистрали между двумя крупными узлами, то операции мультиплексирования и демультиплексирования выполняются исключительно в конечных узлах, и проблем не возникает. Но если необходимо выделить один или несколько абонентских каналов в промежуточном узле сети ПЦИ , то эта задача простого решения не имеет. Как вариант предлагается установка двух мультиплексоров уровня ТЗ/ЕЗ и выше в каждом узле сети. Первый призван обеспечить полное демультиплексирование потока и отвод части низкоскоростных каналов абонентам, второй — опять собрать в выходной высокоскоростной поток оставшиеся каналы вместе с вновь вводимыми. При этом количество работающего оборудования удваивается.
Другой вариант — «обратная доставка». В промежуточном узле, где нужно выделить и отвести абонентский поток, устанавливается единственный высокоскоростной мультиплексор, который просто передает данные транзитом дальше по сети без их демультиплексирования. Эту операцию выполняет только мультиплексор конечного узла, после чего данные соответствующего абонента возвращаются по отдельной линии связи в промежуточный узел. Естественно, такие сложные взаимоотношения коммутаторов усложняют работу сети, требуют её тонкого конфигурирования, что ведет к большому объему ручной работы и ошибкам. К тому же в технологии ПЦИ не предусмотрены встроенные средства обеспечения отказоустойчивости и администрирования сети. Наконец, недостатком ПЦИ являются слишком низкие по современным понятиям скорости передачи данных. Волоконно-оптические кабели позволяют передавать данные со скоростями в несколько гигабит в секунду по одному волокну, что обеспечивает консолидацию в одном кабеле десятков тысяч пользовательских каналов, но эту возможность технология ПЦИ не реализует — её иерархия скоростей заканчивается уровнем 139 Мбит/с.
Также ПЦИ не содержит стандартных механизмов мониторинга и управления и не определяет стандартных физических интерфейсов.